# 塞舌爾隼
塞舌爾隼（Falco araea），又名塞舌島隼，是塞舌爾特有的一種猛禽。

## 特徵
塞舌爾隼是最細小的隼，只長18-23厘米，翼展40-45厘米。牠們的翼較短及圓。雄隼的上身呈紅褐色，有黑色斑點，下身呈淡黃色，沒有斑點。頭部及臀部呈深藍灰色。尾巴是藍灰色的，有黑色斑紋。喙深色，腳及蠟膜都是黃色的。雌隼外表像雄隼，稍為大型及淡色。雛鳥是褐色的，頭部有斑紋，胸部有斑點，尾巴端呈淡黃色。

## 生態
塞舌爾隼棲息在森林、叢林及農地。牠們很少會在天上飛翔，會坐在一旁待獵物出現，俯衝而下捕捉獵物。牠們主要吃蜥蜴，佔了其食性的92%，並且會吃細小的鳥類、青蛙、大家鼠及昆蟲。
塞舌爾隼的地盤只有40公頃大，是猛禽中最細小的。牠們於8月至10月間繁殖。牠們會在山崖、樹上或建築物中築巢。牠們築巢只是在掘坑，並不會用任何物料。每次會生2-3隻蛋，蛋呈白色，有褐色的斑紋，孵化期為28-31日。雛鳥出生後35-42日就會換羽，並與父母同住往後的14星期。

## 保育狀況
塞舌爾隼的數量只有約800隻，故被列為易危。在低地築巢的失敗率達70-80%。牠們以往可能在塞舌爾最大的島嶼上繁殖，但現時已知只在馬埃島、錫盧埃特島、北島、普拉蘭島及其他周邊小島繁殖。牠們於1977年被重新引入到普拉蘭島。
對塞舌爾隼的威脅包括有失去棲息地、被掠食及與入侵物種的競爭。大家鼠、貓及倉鴞都令蜥蜴的數量大幅減少，且會吃塞舌爾隼的蛋及雛隼。倉鴞及家八哥也佔據了很多適合築巢的位點。
以往因誤會塞舌爾隼會獵食家禽及迷信牠們是死亡的先兆而遭人類獵殺，但這種情況已經很少出現。

## 外部連結
- Nature Seychelles: Seychelles Kestrel （页面存档备份，存于）